# Bergland
Pour les articles homonymes, voir Bergland (homonymie).
Bergland est une commune du district de Melk, du Land autrichien de la Basse-Autriche.